# Мирафлорес (Бояка)
Мирафлорес (исп. Miraflores) — небольшой город и муниципалитет в центральной части Колумбии, на территории департамента Бояка. Входит в состав провинции Ленгупа.

## История
Поселение, из которого позднее вырос город, было основано в 1777 году. Муниципалитет Мирафлорес был выделен в отдельную административную единицу в 1886 году.

## Географическое положение

Муниципалитет Мирафлорес

Город расположен в южной части департамента, в гористой местности Восточной Кордильеры, к западу от реки Ленгупа (бассейн реки Мета), на расстоянии приблизительно 42 километров к юго-востоку от города Тунха, административного центра департамента. Абсолютная высота — 1518 метров над уровнем моря.
Муниципалитет Мирафлорес граничит на севере и северо-западе с территорией муниципалитета Сетакира, на юго-западе — с муниципалитетом Гарагоа, на юге и юго-востоке — с муниципалитетом Кампоэрмосо, на востоке — с муниципалитетом Паэс, на северо-востоке — с муниципалитетом Бербео. Площадь муниципалитета составляет 258 км².

## Население
По данным Национального административного департамента статистики Колумбии, совокупная численность населения города и муниципалитета в 2015 году составляла 9777 человек.
Динамика численности населения муниципалитета по годам:
| 2005 | 2006 | 2007 | 2008 | 2009 | 2010 | 2011 | 2012 | 2013 | 2014 | 2015 |
| ---- | ---- | ---- | ---- | ---- | ---- | ---- | ---- | ---- | ---- | ---- |
| 9661 | 9674 | 9695 | 9707 | 9720 | 9734 | 9740 | 9744 | 9752 | 9765 | 9777 |

Согласно данным переписи 2005 года мужчины составляли 49,6 % от населения Мирафлореса, женщины — соответственно 50,4 %. В расовом отношении белые и метисы составляли 99,9 % от населения города; негры, мулаты и райсальцы — 0,1 %.
Уровень грамотности среди всего населения составлял 88,3 %.

## Экономика
61 % от общего числа городских и муниципальных предприятий составляют предприятия торговой сферы, 29,7 % — предприятия сферы обслуживания, 9,1 % — промышленные предприятия, 0,2 % — предприятия иных отраслей экономики.